# Карабахский, Мехти Кули Хан
Мехти Кули Хан Карабахский (азерб. Mehdiqulu xan Cavanşir, 1763 — 1845) — третий и последний хан Карабахского ханства, генерал-майор российской армии.
Мехти Кули Хан родился в 1763 году в семье карабахского хана Ибрагим Халил-хана и Хуршид-бегюм, дочери Шах-Верди Хана Гянджинского и сестры Джавад-хана. После подписания 14 мая 1805 года на берегу реки Кюрекчай недалеко от Гянджи договора о переходе Карабахского ханства под власть России, в июле того же года высочайшим указом Александра I был произведён в генерал-майоры.

В 1806 году Ибрагим Халил хан по «подозрению в измене» был убит егерями 17-го полка под командованием подполковника Лисаневича. Из отношения графа И. В. Гудовича к министру военно-сухопутных сил С. К. Вязмитинову от 21 августа 1806 года: 
По рапортам мною полученным от командующего войсками в Грузии ген.-м. Несветаева открывается, что 17-го Егерского полку подполк. Лисаневич и бывший с ним майор Джораев, без побудительных причин, с отрядом егерей учинили нападение на Ибрагим-хана Шушинского, который, не имев при себе войска, кроме прислужников 35 чел. мужеска и женска пола и 1 жену с 3 малолетними детьми, находился по сю сторону кр. Шуши близ садов, на горе без всякого укрепления, и сам вышел из палатки на встречу отряда, не сделав ни одного выстрела; но егери начали стрелять и колоти штыками, где Ибрагим-хан убит и все бывшее с ним имение досталось в добычу учинивших нападение.

В то же день граф Гудович сообщил министру иностранных дел барону А. Я. Будбергу: 
Хан Карабагский, как видно из рапорта ген.-м. Небольсина, секретно разведывавшего о всех обстоятельствах сего важного происшествия, убит понапрасну подполк. Лисаневичем, об отдании коего под следствие я с сею же эстафетою всеподданнейше доношу Е. И. В.
13 сентября 1806 года указом Александра I ханом Карабаха был утверждён Мехти Кули Хан. 11 ноября 1806 года в Тифлисе генерал-майор Мехти Кули Хан в присутствии главнокомандующего в Грузии генерала от инфантерии графа И. В. Гудовича присягнул на верность императору Александру I и получил высочайшую утвердительную грамоту на ханство Карабахское.
Не простив русским властям, по его мнению, совершённого преступления, Мехти Кули Хан все годы своего правления оставался тайным союзником Ирана. В ноябре 1822 года бежал в Иран. Ханство было упразднено и стало российской провинцией. Во время персидского вторжения в Закавказье в 1826 году вновь объявил себя ханом. Но персы не смогли взять столицу ханства Шушу и после поражения в боях с  русскими войсками оставили Закавказье. В 1827 году сдался русскому командованию и вернулся в Карабах. Русская администрация назначила ему пожизненную пенсию.
Дочь Мехти Кули Хана — известная азербайджанская поэтесса Хуршидбану Натаван.